# 奥斯卡·埃里克松 (冰壶运动员)
奥斯卡·埃里克松（瑞典語：Oskar Eriksson，1991年5月29日—），瑞典男子冰壶运动员。他曾代表瑞典参加2010年、2014年、2018年和2022年冬季奥林匹克运动会冰壶比赛，获得一枚金牌、一枚銀牌和兩枚铜牌。